# Peridelias purpurissa
Peridelias purpurissa là một loài bướm đêm trong họ Geometridae.